# Antisense-RNA

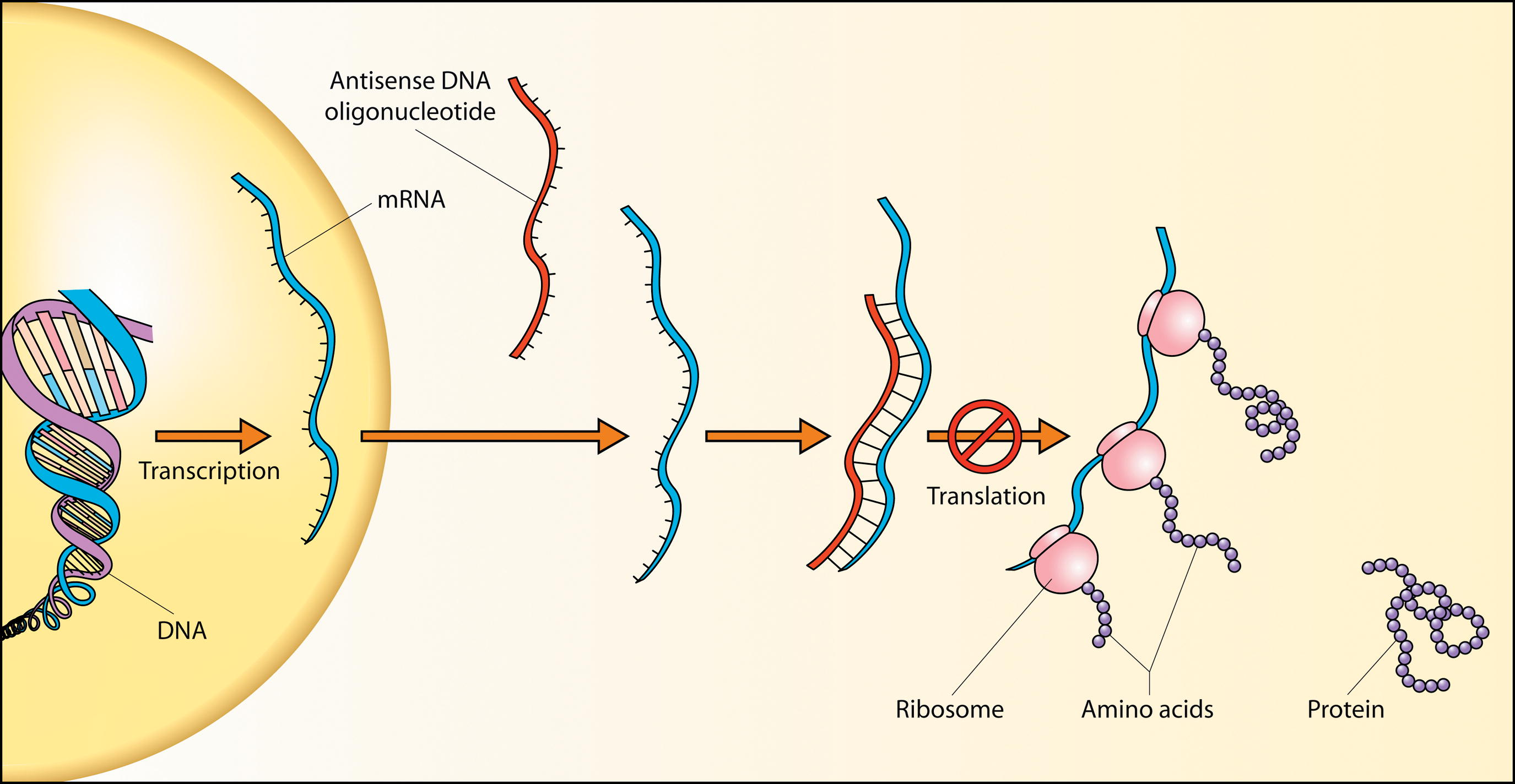
Translationshemmung durch Antisense-RNA

Die Antisense-RNA (aRNA), auch natürliches Antisense Transkript (NAT) genannt, ist eine einzelsträngige RNA, die komplementär zu einer proteincodierenden Messenger-RNA (mRNA) ist. Man ordnet die aRNA den lncRNAs bzw. ncRNAs zu. Sie spielt in Zellen bei Regulationsprozessen eine wichtige Rolle, wird aber auch in der Forschung immer häufiger als Tool für einen Gene-Knockdown eingesetzt.

## Struktur
Die Struktur von aRNA ist naturgemäß der von mRNA ähnlich. Allerdings weisen fast alle aRNAs Sekundärstrukturen, wie stem-loops und teilweise auch komplexere Tertiärstrukturen, wie Pseudoknoten zwischen ebendiesen Sekundärstrukturen auf. Diese Strukturelemente bestimmen die Abbaurate durch intrazelluläre Ribonukleasen und auch die Rate mit welcher sich die aRNA mit der komplementären RNA paart.

## Wirkungsweg
Die aRNA kann auf verschiedene Arten und Weisen wirken. Zumeist wirkt sie, indem sie die Translation eines Gens unterbindet. Sie kann aber auch epigenetisch oder aktivierend wirken.

### Translation
Die mRNA wird vom Matrizenstrang der DNA transkribiert. Der Nicht-Matrizenstrang ist somit der codogene Strang. Wird auch dieser – der zum Matrizenstrang komplementäre Strang – transkribiert, entsteht eine zur mRNA komplementäre aRNA. Die aRNA inhibiert durch Basenpaarung mit der komplementären mRNA deren Translation in der Zelle.
Ein alternativer Wirkungsweg ist die Bindung der aRNA an die Bindestellen von miRNA und die damit einhergehende Stabilisierung der RNA. Es wird vermutet, dass dieser Mechanismus auch bei Alzheimer eine Rolle spielt. Damit wird die Genexpression einzelner Gene reguliert.

### Epigenetik
Es ist bekannt, dass aRNA auch epigenetisch wirken kann. Hierbei sind zumeist längere aRNAs zu beobachten. Dies kann zum Beispiel durch die von aRNA induzierte Methylierung von CpG-Islands im Genom verursacht werden. Ein solcher Effekt wurde zum Beispiel im Zusammenhang mit der Erkrankung α-Thalassämie oder dem Silencing von X-Chromosomen nachgewiesen.

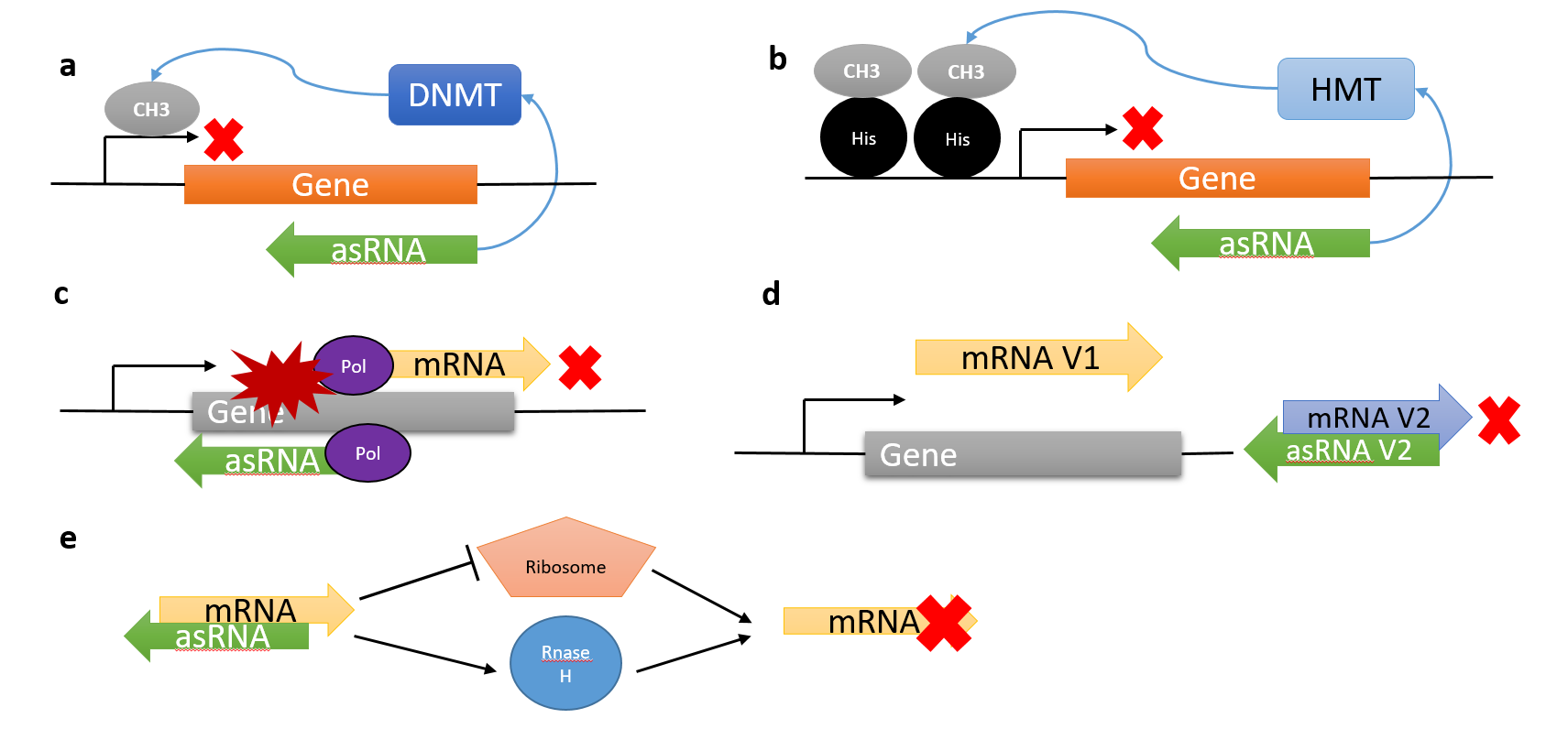
Epigenetische Wirkungswege von aRNA.

### Aktivierung
Es ist auch möglich, dass durch aRNA ein aktivierender Effekt hervorgerufen wird. Dies wird zum Beispiel erzielt, indem die aRNA an die RNA einer Hairpinstruktur bindet und so eine in dieser verborgene Shine-Dalgarno-Sequenz freilegt und so die Translation ermöglicht.

## Klassifikation
Antisense-RNA kann sowohl ein cis- als auch trans-wirkendes Element darstellen. In ersterem Fall wird die aRNA vom komplementären DNA-Strang transkribiert. So hat man häufig einen sehr hohen Grad oder eine komplette Komplementarität und die aRNA besitzt nur eine einzige Ziel-RNA. In letzterem Fall stammt die aRNA von einem weiter entfernten Gen. Sie zeigen meistens einen geringere Grad an Komplementarität, weshalb die gebildeten Komplexe instabiler sind und teilweise Chaperone zur Stabilisierung des Komplexes erforderlich sind und mehrere RNAs das Ziel sein können.
Neben dieser Einteilung kann eine Einteilung auch entweder nach dem Typ der Interaktion (RNA-DNA, RNA-RNA oder RNA-Protein), der Länge der aRNA (die Grenze wird hier bei 100 bp gezogen) oder nach dem Typ des betroffenen Promotors erfolgen. Zuletzt wird auch teilweise eine Klassifikation nach der Halbwertszeit der aRNA in der Zelle vorgenommen, auch wenn die Bedeutung dieser der der Paarungsrate zwischen aRNA und mRNA untergeordnet ist.

## Verwendung & Vorkommen
Antisense-RNA stellt eine natürliche Möglichkeit der Genregulation der Proteinbiosynthese dar. Beim Menschen gibt es mindestens 1600 Antisense-Gene, beispielsweise der Insulin-like growth factor 2 receptor (IGF-2). Bei diesem Gen kann, abhängig von genetischer Prägung, ein zweiter Promotor am 3'-Ende des Gens aktiv sein, über den Antisense-RNA transkribiert wird. Diese verhindert in der Folge die Translation beider Allele dieses Gens. Der Phänotyp folgt also nicht der mendelschen Vererbungslehre. Antisense-Transkript treten bei mehr als 70 % der Gene in cDNA-Datenbanken (Fantom-3, GenBank) auf.
Eingesetzt wird Antisense-RNA zum Beispiel in der Biotechnologie, beispielsweise bei der kommerziell wenig erfolgreichen Flavr-Savr-Tomate. Hier wurde ein künstliches Gen in die Tomate eingebracht, das Antisense-RNA gegen ein am Reifungsprozess beteiligtes Gen produziert, das für das Enzym Polygalacturonase codiert. Hierdurch kann der Reifungsprozess der sogenannten Flavr-Savr-Tomate verzögert werden. Ein weiteres Beispiel ist die Kartoffelsorte Amflora, bei der die Technik angewendet wurde, um die Amylose-Produktion der Kartoffel zu unterdrücken.
Neben dem Einsatz in der Biotechnologie findet das System der Antisense-RNA zunehmend Verbreitung in der Medizin und Pharmakologie. Das erste Medikament, das auf der Antisense-Technik beruht und für den Verkehr zugelassen wurde, ist das Virostatikum Fomivirsen gegen das Cytomegalievirus. Für die Entwicklung von Antisense-RNA Medikamenten erhielten  C. Frank Bennett (neurodegenerative Erkrankungen) und Adrian R. Krainer (bei Spinaler Muskelatrophie) für 2019 den Breakthrough Prize in Life Sciences.
Bei solchen therapeutischen Ansätzen wird zumeist versucht ein Gen durch aRNA stillzulegen. Hierbei gibt es zwei Ansätze. Zum einen kann eine aRNA für eine Art Anti-Gen erzeugt, dass dann an die mRNA des Zielgens bindet. Alternativ kann eine 15 bis 20 bp lange aRNA genutzt werden, die eine spezifische Sequenz ansteuert, was meistens bereits ausreichend ist. Eine Möglichkeit ist hierbei das 5'-Ende der mRNA zu attackieren und so eine Translation komplett zu unterbinden. Genauso gut kann an eine beliebige andere Stelle innerhalb der mRNA gebunden werden, was zumeist dieselbe Effektivität hat.
In der Molekular- und Zellbiologie wird in vitro erzeugte Antisense-RNA für In-situ-Hybridisierungen eingesetzt.